# Liste der Kulturgüter in Langenbruck
Die Liste der Kulturgüter in Langenbruck enthält alle Objekte in der Gemeinde Langenbruck im Kanton Basel-Landschaft, die gemäss der Haager Konvention zum Schutz von Kulturgut bei bewaffneten Konflikten, dem Bundesgesetz vom 20. Juni 2014 über den Schutz der Kulturgüter bei bewaffneten Konflikten sowie der Verordnung vom 29. Oktober 2014 über den Schutz der Kulturgüter bei bewaffneten Konflikten unter Schutz stehen.
Objekte der Kategorien A und B sind vollständig in der Liste enthalten, Objekte der Kategorie C fehlen zurzeit (Stand: 1. Januar 2023).

## Kulturgüter
| Foto | | Objekt                                                                     | Kat. | Typ | Standort                              | Beschreibung |
| ---- | --- | -------------------------------------------------------------------------- | ---- | --- | ------------------------------------- | ------------ |
| ja   | Datei hochladen · Wikidata zu Dürsteltal, mittelalterlicher Bergbau (Q19362769)                          | Dürsteltal, mittelalterliche Eisenerzgewinnung KGS-Nr.: 09568              | A    | F   | 626000 / 244800                       |              |
| ja   | Datei hochladen · Wikidata zu Ehemaliges Benediktinerkloster Schönthal (Q1414347)                        | Ehemaliges Benediktinerkloster Schönthal KGS-Nr.: 01441                    | B    | G   | Schönthal 158 625276 / 245464         |              |
| BW   | Datei hochladen · Wikidata zu Landhaus Bilsteinfluh (Q29678452)                                          | Landhaus Bilsteinfluh KGS-Nr.: 10711                                       | B    | G   | Vorderer Bilstein 172 623088 / 245981 |              |
| ja   | Datei hochladen · Wikidata zu Evangelische-reformierte Kirche (Q29678420)                                | Evangelisch-reformierte Kirche KGS-Nr.: 12138                              | B    | G   | Kirchgasse 4 624832 / 244275          |              |
| ja   | Datei hochladen · Wikidata zu Evangelische-reformierte Pfarrhaus (Q29678435)                             | Evangelisch-reformiertes Pfarrhaus KGS-Nr.: 12139                          | B    | G   | Kirchgasse 2 624871 / 244265          |              |
| BW   | Datei hochladen · Wikidata zu Speicher aus Holz (Q29678468)                                              | Speicher aus Holz KGS-Nr.: 12140                                           | B    | G   | Bärenwil 186a 626436 / 243236         |              |
| BW   | Datei hochladen · Wikidata zu Chraiegg/Hochmoor, römischer / mittelalterlicher Passübergang (Q117878481) | Chraiegg/Hochmoor, römischer/mittelalterlicher Passübergang KGS-Nr.: 17097 | B    | F   | 624475 / 244825                       |              |